# Theta de la Quilla
Theta de la Quilla (θ Carinae) és un estel a la constel·lació de la Quilla de magnitud aparent +2,74. S'hi troba a 439 anys llum del Sistema Solar.
Theta de la Quilla és un calent estel blau de la seqüència principal (tipus espectral B0Vp) la temperatura efectiva de la qual aproximada és de 27.900 K. La seva lluminositat equival a 16.600 Sols i el seu radi és 5,5 vegades més gran que el del Sol. La seva velocitat de rotació projectada, 177 km/s, dona lloc a un breu període de rotació igual o inferior a 1,6 dies. Catalogada com a estel peculiar —note's la p en el seu tipus espectral—, és un estel ric en silici. Amb una massa 15 vegades major que la massa solar, finalitzarà la seva vida com una espectacular supernova.
Theta de la Quilla és membre del cúmul obert IC 2602, la seva distància respecte a nosaltres i el seu moviment a través de l'espai així ho corroboren. No obstant això, l'edat de Theta de la Quilla —estimada en uns pocs milions d'anys— és molt inferior a l'edat del cúmul —34 milions d'anys—, cosa per la qual se la hi considera un «estel endarrerit blau». Aquesta classe d'estels —entre les quals Theta Carinae és l'exemple més brillant— haurien d'estar més avançades en la seva evolució donada la seva elevada massa; moltes d'elles són el resultat de la fusió de dos estels diferents.